# Máximo Diego Pujol

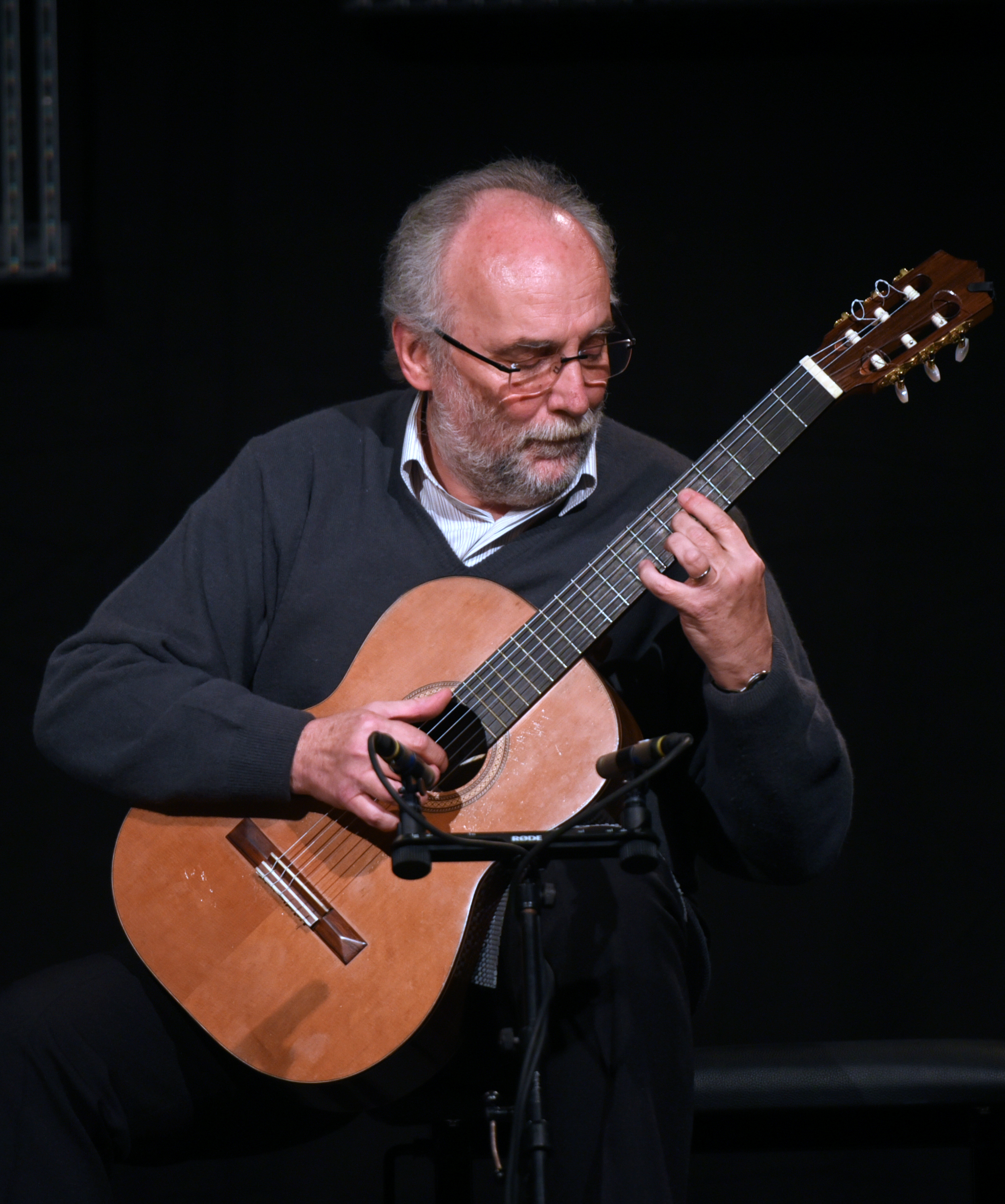
Máximo Diego Pujol beim Hamburger Gitarrenfestival 2018

Máximo Diego Pujol (* 7. Dezember 1957 in Buenos Aires) ist ein argentinischer klassischer Gitarrist und Komponist.

## Leben
Pujol studierte am Buenos Aires Conservatory of Music „Juan José Castro“, das er als „Profesor Superior de Guitarra“ abschloss. Seine dortigen Lehrer im Fach Gitarre waren unter anderem bei Abel Carlevaro, Alfredo Vicente Gascón, Horacio Ceballos, Liliana Ardissone und Miguel Ángel Girollet. Außerdem studierte er unter der Leitung von Leónidas Arnedo Harmonielehre und Komposition und nahm teil an Meisterkursen und Seminaren von Antonio de Raco, Abel Carlevaro und Leo Brouwer. Bereits eines seiner ersten komponierten Stücke, „Sonatina“, was er für eine Abschlussprüfung geschrieben hatte, gewann mehrere Preise in Komponierwettbewerben in Argentinien.
Seine Kompositionen stehen stark unter dem Einfluss von Astor Piazzolla und ähnlich wie dieser benutzt Pujol argentinische Folklore und den Tango als Basis für seine Werke. Pujol spielte schon in bedeutenden Konzerthallen in Argentinien, wie Centro Cultural San Martín, Museo Historico Nacional del Cabildo, Museo Casa de Ricardo Rojas, Biblioteca Argentina de Rosario, Biblioteca Bernardino Rivadavia de Bahía Blanca und Universidad Tecnologica Nacional (Mendoza), sowie auf vielen Gitarrenfestivals in Südamerika, Europa und Australien.
Sowohl als Gitarrist als auch als Komponist erhielt er zahlreiche Preise. Seit 1995 ist er Professor für Gitarre am Conservatorio Superior de Música Manuel de Falla in Buenos Aires. Er unterrichtet außerdem Kinder an mehreren Schulen und Programmen zur musikalischen Förderung.
Er lebt in Buenos Aires, wo er komponiert und unterrichtet.

## Kompositionen
Máximo Diego Pujol gilt als einer der wichtigsten lateinamerikanischen Komponisten des 20. Jahrhunderts. Seine Werke werden von Gitarristen weltweit gespielt. Er  veröffentlichte mehr als 40 Kompositionen bei Lemoine, Universal, Orphée, Helbling und Les productions d'Oz. Zahlreiche weitere Kompositionen wurden nicht veröffentlicht.

## Aufnahmen
Von Pujol selbst eingespielt:
- A mi viejo (2009) (Aqua Records, AQ232)
- Piazzolla en seis cuerdas (2009) (Aqua Records, AQ233)
- Tango, Milonga Y Final (2006) (Aqua Records, AQ 114 – Duo mit María Isabel Siewers)
- Máximo Diego Pujol (rec. 2005) (Mandala, MAN 5097)
- Tango to the Max (2001) (Oxmedia, OM-1848-1)[1]

Pujols Kompositionen, von anderen Gitarristen eingespielt (Auswahl):
- Giorgio Mirto: Historias sin palabras (Brilliant Classics, 2011)
- Victor Villadangos und Giorgio Mirto: Maximo Diego Pujol: Complete Guitar Duos (Brilliant Classics, 2009)
- Victor Villadangos: Guitar Music of Argentina, Vol. 2 (Naxos, 2004): Elegia por la Muerte de un Tanguero
- Victor Villadangos: Guitar Music of Argentina, Vol. 1 (Naxos, 2002): Tres Piezas Rioplatenses, Suite Del Plata #1

## Auszeichnungen
- 1981: Erster Preis: Komposition für Gitarre, Asociación Promociones Musicales, Buenos Aires, Argentinien
- 1981: Erster Preis: Komposition für Gitarre, Asociación Estímulo Cultural, Buenos Aires, Argentinien
- 1981: Erster Preis: Komposition, Asociación Promociones Musicales, Buenos Aires, Argentinien
- 1986: Erster Preis: Komposition, Carrefour Mondial de la Guitare, Martinique
- 1989: Preis des Verbands Argentinischer Komponisten als bester Komponist klassischer Musik Argentiniens
- 2003: Erste Special Mention: Komposition, Premios de Música de la Ciudad de Buenos Aires, Argentinien
- 2014: Preis „Della via del grano alle vie del mondo“ des internationalen Gitarrenfestivals von Eboli, Italien, für seinen Beitrag zum Verständnis und Einigkeit zwischen Nationen

## Trivia
1989/1990 erschien Pujol in der Serie La Guitarra en Primavera, bei der Irma Costanzo Regie führte.